# Széchenyi István emlékezete Erdélyben

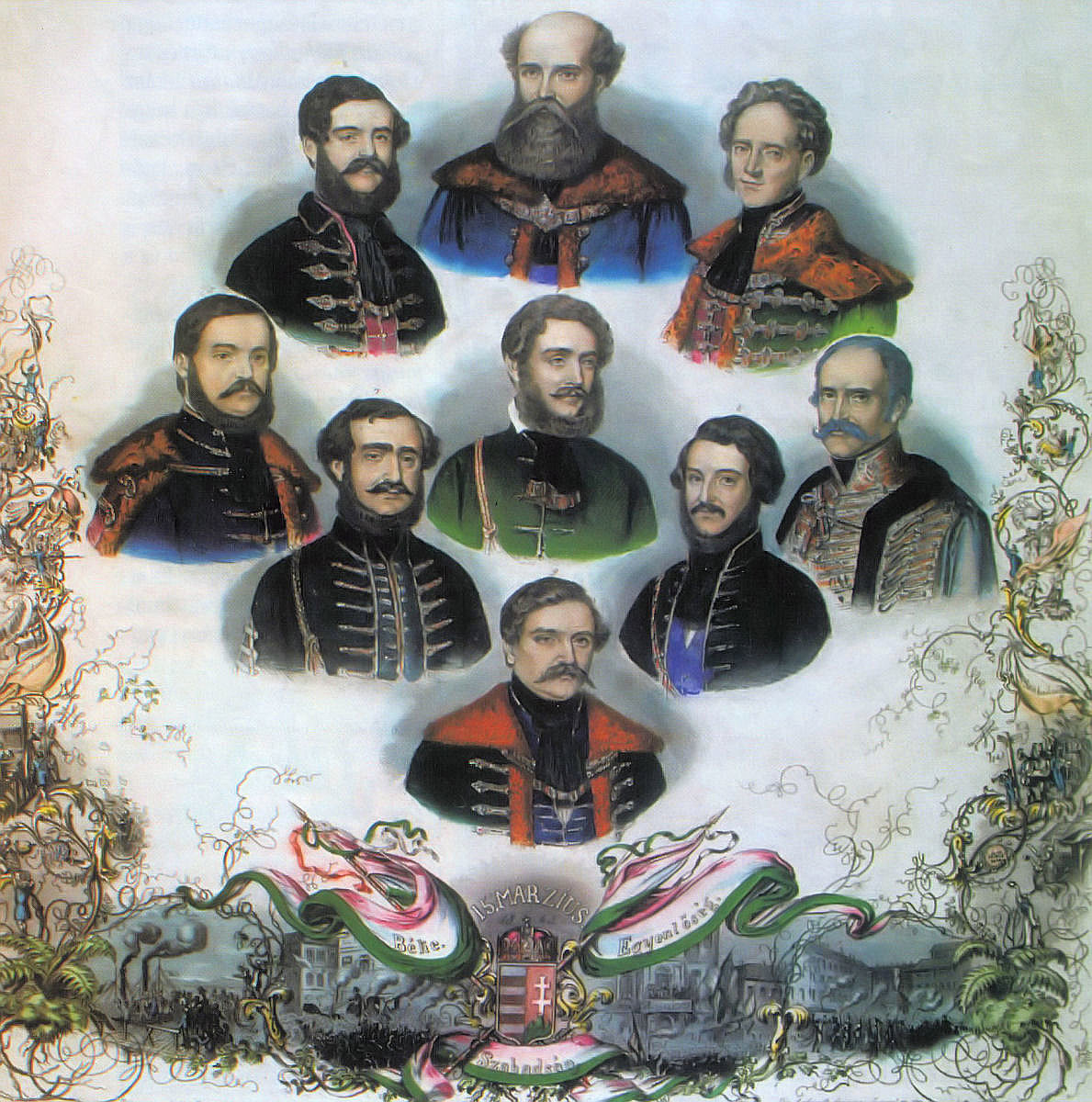
Magyarország kormánya (1848-49)

Széchenyi István emlékezete – Széchenyi Istvánnak kiterjedt kapcsolatai voltak a reformkorban az erdélyi reformnemességgel is, felbecsülhetetlen azoknak a száma, akikhez már akkor eljutottak művei. Benkő Samu szerint „…olyan íróktól kezdve, mint Bölöni Farkas Sándor, Újfalvi Sándor, Jósika Miklós, Kemény Zsigmond, Pálffy János, el egészen vidéken élő nevelőkig, állami és törvényhatósági tisztviselőkig, az olvasótársaságokba tömörült diákokig, már-már megszámlálhatatlanok hívei” (Újrakezdések. Csíkszereda, 1996. 86), aminek magyarázata, hogy „…az erdélyi hírlapirodalom munkatársai a kezdeti rövid, a lóversenyek eredményeiről szóló hírek közlése után hamarosan elemző írásokban is foglalkoztak Széchenyi alkotásaival. Így aztán gyors egymásutánban megjelenő könyveiről éppen úgy tudósítják az érdeklődőket, mint azokról a vállalkozásokról, melyeknek ötlete, szervezése, irányítása az ő nevéhez kapcsolódik” (uo. 87).

## Előzmények
1832-től Erdélyben is sorra alakultak a Széchenyi kezdeményezését követő kaszinók, 1833-ból már Kolozsváron, Tordán, Nagyenyeden, Zilahon, 1834-ből Nagykárolyban, 1835-ből Marosvásárhelyen vannak létezésükről adatok. A kolozsvári kaszinó szellemi háttere a Brassai Sámuel szerkesztette Vasárnapi Újságnak, amely rendkívül sokat tett Széchenyi eszméinek erdélyi elterjesztéséért.
A halála utáni évtizedekben, főképp a kiegyezés után, ezeknek a kapcsolatoknak számos dokumentuma került nyilvánosságra: erre utalnak közzétett levelei (Bölöni Farkas Sándorhoz, Döbrentei Gáborhoz, Jósika Miklóshoz, Kölcsey Ferenchez, Szász Károlyhoz, Wesselényi Miklóshoz, a Bihar vármegyei, illetve a Temes megyei karokhoz és rendekhez, sőt Andrei Şaguna ortodox püspökhöz is), erdélyi lapok (így a Keresztesi Papp Miklós szerkesztette Történeti Lapok és Hölgyfutár), erdélyi kutatók (Ferenczi Zoltán, K. Papp Miklós, Nemes Ödön) közleményei, cikkei.
Szellemi hagyatékának értékelésében, a kor köztudatába való beépítésében már az első világháború előtt olyan erdélyi tudósok is szerepet játszottak, mint a pedagógus Imre Sándor, a kolozsvári Református Kollégium egykori tanára, Kenessey Béla református püspök, Márki Sándor, Szilágyi Sándor, Teleki Domokos.

## A két világháború közt
A két világháború között, a kisebbségi helyzetben új értelmezések születtek. Már az MTA megalapításának centenáriumán, 1925-ben és ahhoz kapcsolódva idézte emlékét az Erdélyi Irodalmi Szemlében Borbély István és Balogh Artúr (utóbbi később, a Magyar Nép Könyvtára sorozat számára önálló kötetben is kiadta kiegyensúlyozott Széchenyi-életrajzát), szellemiségének a Kárpátokon túli román körökbe való kisugárzását Bitay Árpád tárta fel több tanulmányban is, Paál Ferenc Széchenyi, Kossuth és Deák nevével a magyar politika előtt álló három lehetőséget tett mérlegre (A szabadság útján : Széchenyi, Kossuth és Deák Magyarországa. Kolozsvár, 1939), később Jancsó Elemér foglalkozott Széchenyi és Döbrentei Gábor, az első erdélyi magyar tudományos folyóirat megalapítója kapcsolatával, Gál István a fiatal Széchenyi angliai tapasztalataival, gazdaságpolitikájának aktuális gondolatait pedig Kislégi Nagy Dénes foglalta össze. Figyelemmel kísérte az erdélyi sajtó az újabb Széchenyi-irodalmat is: a döblingi irodalmi hagyatékot közzétevő Széchenyi-kötetről Kiss Ernő írt (Erdélyi Irodalmi Szemle, 1926/3–4), a Széchenyi vallomásai és tanításai című antológiáról Csűry Bálint (Erdélyi Irodalmi Szemle, 1927/1), Angyal Dávid Széchenyi-könyvéről Gyalui Farkas (Erdélyi Irodalmi Szemle, 1928/2), a Széchenyi napjai című kötetről Szabó István (Erdélyi Helikon, 1942. 544–545), Németh László Széchenyijéről Parajdi Incze Lajos (Pásztortűz, 1943/1).
Ezeknél a reagálásoknál mélyrehatóbb volt az, hogy Makkai Sándor 1931-ben, a Magunk revíziójában Széchenyire is épülő erdélyi nemzetstratégiát fogalmazott meg. „…tagadhatatlan – írja a két világháború közötti erdélyi Széchenyi-kultuszt elemző Nagy György –, hogy Makkai mondanivalóját jelentős részben Széchenyi inspirálta… kemény kritikai hangvételében, az 1920-as évek erdélyi közügyi viszonyaival és közéleti állapotaival kapcsolatos bírálatában ugyanúgy ott érezzük Széchenyi szellemiségét, mint a »lelki impériumra« vonatkozó felfogásában vagy a magunk hibáiért viselt felelősség vállalásának következetes szorgalmazásában” (Erdélyi Múzeum, 1992/1–4).
Szerinte azonban Széchenyi örökségéhez igazából az 1930-as évek első felének fiatal erdélyi értelmisége jutott el: az Erdélyi Fiatalok, amelynek szellemi vezére, László Dezső külön könyvet is szentelt ennek (Akarom: tisztán lássatok. Széchenyi István és a magyar jelen. Kolozsvár,  1933); másfelől az 1935-ben Kolozsvárt indított Hitel csoportja az, amely a folyóiratcím választásától kezdve egész szellemiségében az ő eszméinek 20. századi folytatója kívánt lenni. „A meglévő viszonyokból – írja már az „első Hitel”-ben Venczel József – lassanként, lépcsőzetesen fejthető ki, ami új.” S Széchenyire alapozva megerősíti: „Az önismeret és az önkritika indította belső reform – a mi legmagasabb rendű célunk” (A Hitel és a közvélemény. Hitel, 1935/2). Albrecht Dezső pedig a „második Hitel” programcikkében így fogalmaz: „A Hitel ez évi első számát bizalommal helyezzük olvasóink asztalára. Úgy érezzük, feladatot teljesítünk akkor, amikor tanúságot teszünk az erdélyi fiatal magyarság hitéről s népünk önmagába vetett hitelét óhajtjuk. Széchenyi gondolata: a »hitel« tágasb értelemben hinni és hihetni egymásnak. Nem a »nemzedéki önzés« vezet. Csak önismeretre törekszünk, hogy a magunk erejéből való felemelkedést megkönnyítsük” (Hitel, 1936/1). Tulajdonképpen ennek az egész nemzedéknek az értékelését fejezte ki Juhász István, amikor így írt: „Ma Széchenyi-divat tartja uralma alatt a magyar földet. A mi számunkra azonban Széchenyi többet jelent. Saját korának kérdéseivel szembeni állásfoglalása minket, kik ugyanazon folyam: a magyar élet sodrában, az övéhez hasonló korban állunk, tanított, nevelt, kérdéseinket megvilágította. Széchenyi életünk kiszakíthatatlan részévé lett és gondolkodásunk kiindulási pontjává” (Hitel. Hitel, 1935/2).
A későbbiekben a folyóirat több cikkben, tanulmányban tételesen is foglalkozik Széchenyi művével, illetve a reá vonatkozó újabb irodalommal (Ravasz László, Kovrig Béla, László Dezső), amikor pedig már fenyegető közelségbe kerül a háború végkimenetele, időszerűvé válik szellemi hagyatéka: Mikó Imre Széchenyi és Wesselényi nemzetiségi politikája címmel közöl tanulmányt, s a folyóirat egyik utolsó – 1944 májusában megjelent – számában, a várható jövőre néző aggodalommal, összeállítást közöl a szerkesztőség a Kelet Népéből, ezzel a címmel: A nemzeti jövő gondja.

## A második világháború után
A második világháború után évtizedeken át a kommunista ideológia szerint átértelmezett Kossuth-modell volt a mérce, Széchenyi művére ebben az időben jóformán még csak utalás sem történt. Csak az 1960-as évek végétől kerülhetett a romániai magyar írás művelői figyelmének körébe szellemi hagyatéka: előbb Köllő Károly közölt tanulmányt George Bariţ és Széchenyi István címmel (Művelődés 1968/9), feltárva kettőjük gondolkodásmódjának rokon vonásait, s az erdélyi reformkor nagy román politikusának Széchenyi szerepét és eszméit nagyra értékelő írásait, majd a Kriterion Könyvkiadó Téka sorozata számára Benkő Samu rendezett sajtó alá 1981-ben egy kis válogatást akkor már Jékely Zoltán és Győrffy Miklós fordításában magyarul is teljes terjedelmében olvasható naplójából Közjóra való törekedések címmel, s ugyanő közölt tanulmányt az Utunkban is (Széchenyi szuverenitása. 1981/38). A következő években aztán – részben a Téka-kötet visszhangjaként – újabb erdélyi reagálásokra került sor, mégpedig az 1980-as évek elején az erdélyi közéletbe belépő fiatalok tollából (Bréda Ferenc: Utunk, 1982/13; Fábián Ernő: A Hét, 1981/5; Tőkés László: Református Szemle,  1981/4), majd nagyobb tanulmányok is készültek, illetve jelentek meg kötetekben is: Benkő Samu említett két tanulmányát Őrszavak című, 1984-es kötete, Fábián Ernőnek A „józan theoriák” apostola címet viselő tanulmányát pedig A példaadás erkölcse című, ugyancsak 1984-es kötete tette szélesebb körben is ismertté.
Mindkettő azokban az években született, amikor a  Ceaușescu-diktatúra elnemzetietlenítő rohama már nyíltan jelentkezett, így nem véletlen, hogy a Széchenyit ekkoriban idézők reá hivatkozva ezzel a kurzussal szemben kívánták felfegyverezni a kisebbségi magyarságot. Benkő Samu a közszolgálatot az élet értelmének valló, a nemzeti önismeretet és az önnön hibáink felismerésére való képességet mindennél fontosabbnak tartó, elgondolásait a gyakorlat próbájának alávető Széchenyit állította a napló szemelvényeinek olvasója elé, azt a politikust, aki „…az anyanyelv jogainak megszabdalását erkölcsileg ítéli el, s természeti törvényként hirdeti, hogy »másnak soha olyat ne tégy, mit tőle nem fogadnál örömest«.” E figyelmeztetés kapcsán idézte Ioan Lupaş román történetírót, aki 1910-ben Széchenyire hivatkozva utasítja el az első világháború előtti magyarosítás „szerencsétlen irányzatát”. Fábián Ernő Széchenyiből kiindulva az államnemzeti nacionalizmus kizárólagosságával, nem is nagyon burkoltan, a kollektív jogok elvét szögezi szembe: A nemzetiség – idézi Széchenyit – egyfajta „concentratio, mert a megannyi elszigetelt ember semmi, az egyesületnek van hosszú élete és igazi súlya”. Ő is kiemeli Széchenyi nézetét az önismeret fontosságáról egy nemzet sorsát illetően, de tovább is megy ennél. Mi segíti elő az önismeretet? – teszi fel a kérdést, s Széchenyivel felel: „Tökéletes világosság, teljes szabadságú eszme- és szócsere. S korlát nélküli választhatása azon köznek, melyben mindenki forogni kíván.” Aztán a diktatúra utolsó éveiben ismét csend: az időközben Magyarországra áttelepült Kocsis István Széchenyi-életrajzi regénye (A tizenkettedik lánc. Budapest, 1986) megszületésének és megjelenésének körülményeivel jelzi a lehetőség határait.

## 1989 után
Természetes, hogy az 1989-es romániai forradalom Széchenyi szelleme, öröksége megújulásának lehetőségét is magával hozta: 1991-ben az újraalakult Erdélyi Múzeum-Egyesület emlékülésen idézték (vö. Erdélyi Múzeum, 1992/1–4), amelynek anyaga nem csak az EME folyóiratában, hanem önálló kiadványként is megjelent (Emlékezés Széchenyi Istvánra Erdélyben 1991-ben. Kolozsvár, 1992. Erdélyi Tudományos Füzetek), benne Benkő Samu, Csetri Elek, Fábián Ernő és Nagy György egy-egy tanulmányával, Nagy György tanulmányának címe: Széchenyi az erdélyi magyar szellemi életben a két világháború között (1993).
A mai politikai és politikán kívüli közbeszédben azonban nem hivatkoznak már Széchenyire. Az „önmagunkkal való szembenézés” a posztkommunista világban ugyanúgy nem népszerű program, mint ahogy idegen a jelenkor neoindividualizmusától az a felfogás, amely szerint a közösség szolgálata az egyén életének értelme.